# باشگاه فوتبال استقلال تهران در فصل ۸۲–۱۳۸۱
باشگاه فوتبال استقلال تهران در فصل ۸۲–۱۳۸۱ پنجاه‌ و هفتمین سال حضور تیم فوتبال باشگاه استقلال در مسابقات فوتبال در ایران بود.
در لیگ برتر، استقلال از هفته دوم به بعد متزلزل نشان داد. هر چند که در ادامه نتایج بهتری کسب شد، اما انتظارها از تیم پرمهره استقلال و رولند کخ بسیار بالا بود. در دور برگشت لیگ که با عدم نتیجه‌گیری در جام حذفی و لیگ قهرمانان آسیا همراه شد، فشارها بر کادر فنی بیشتر شد. هر چند که برکناری رولند کخ نیز کمکی به استقلال نکرد و تیم در نهایت به مقامی بهتر از نهمی در لیگ نرسید.
در لیگ قهرمانان آسیا، استقلال پس از پیمودن دو مرحله مقدماتی، به مرحله گروهی راه یافت. در مرحله گروهی با یک پیروزی و دو شکست در رده سوم جدول گروه خود قرار گرفت و از راه‌یابی به دور نیمه نهایی باز ماند.
در جام حذفی، استقلال در مرحله یک‌هشتم نهایی به دیدار تیم سپاهان رفت و با شکست در هر دو بازی، از دور رقابت‌ها کنار رفت.
بازی‌های استقلال در طول فصل با انتقاد رسانه‌ها و طرفداران باشگاه روبه‌رو شد. گروهی معتقد بودند که رولند کخ در گذشته تنها دستیار و کمک‌مربی بوده است و نمی‌تواند نفر اول کادر فنی تیم باشد. این منتقدان تغییر مداوم مهره‌چینی و شیوه بازی تیم را دلیل گفتهٔ خود می‌دانستند. گروهی دیگر هم عقیده داشتند که کخ کارنامه قابل دفاعی در فوتبال اروپا داشته است و باید به او زمان بیش‌تری داد تا در فوتبال ایران تاثیرگذار باشد. در نهایت در ابتدای اردی‌بهشت ۱۳۸۲ و پس از پایان هفتهٔ بیستم بازی‌ها، کخ از سرمربی‌گری برکنار شد و جواد زرینچه به عنوان مربی جایگزین او شد. پس از برکناری کخ استقلال نتایج بدتری را کسب کرد.
به دلیل بازسازی ورزشگاه آزادی تهران، بازی‌های خانگی استقلال در این فصل در ورزشگاه تختی تهران برگزار شد. بازی رفت شهرآورد تهران به دلیل آماده نشدن ورزشگاه آزادی در ورزشگاه یادگار تبریز انجام شد. بازی برگشت شهرآورد در ورزشگاه آزادی برگزار شد.
تیم استقلال در رقابتهای جام اتحادیه فوتبال باشگاه های ایران ۱۳۸۱ هم حضور داشت که به قهرمانی رسید

## مرور فصل

### لیگ برتر
دومین دوره لیگ برتر فوتبال ایران با بازی استقلال برابر پاس از عصر پنجشنبه ۲۵ مهر ۱۳۸۱ در ورزشگاه تختی تهران آغاز شد. قهرمانی فوتبال ایران در بازی‌های آسیایی بوسان موجب شد تا مسابقات فوتبال نسبت به فصل گذشته با گرمای بیشتری دنبال شود. استقلال بازی اول را در حالی که با گل رسول خطیبی از پاس عقب افتاده بود، در نهایت با سه گل به سود خود خاتمه داد تا شروع خوبی با رولند کخ داشته باشد. استقلال پس از بازی اول در بازی آسیایی شرکت کرد و در بازگشت به لیگ، با نخستین شکست خود را در هفته دوم بازی‌ها روبه‌رو شد. این شکست برابر نفت آبادان رقم خورد که هدایت آن را منصور پورحیدری مربی فصل گذشته استقلال بر عهده داشت. استقلال در بازی سوم برابر سپاهان در تهران، دومین شکست پیاپی خود را در لیگ متحمل شد تا زنگ خطر برای این تیم به صدا درآید. انتقادها در این زمان کمتر متوجه رولند کخ می‌شد و بیشتر در مورد نقش مربیان گذشته یا مدعیان جدید مربی‌گری استقلال در به حاشیه بردن تیم گمانه‌زنی می‌شد. در مورد کخ تنها گفته می‌شد که باید به او زمان داد تا بتواند فوتبال استقلال را از شکل سنتی آن خارج کند. با وجود این‌که گفته می‌شد ریشه گروه‌بندی میان بازیکنان از فصل گذشته هنوز خشک نشده،  تیم رولند کخ در ۵ هفته بعدی توانست سه برد و دو مساوی به دست آورد و به وضعیت خود در جدول سامان دهد. این روند نتیجه‌گیری با شکست استقلال در دیدار با سایپا در هفته نهم قطع شد و تیم دوباره وارد یک سیر نزولی شد. مهره‌چینی کخ در بازی با سایپا مورد انتقاد قرار گرفت. گروهی از هواداران هم به ابراهیم طالبی دستیار کخ اعتراض کردند. بعد از آن چند مساوی استقلال را از رده‌های بالای جدول دور کرد. در آن روزها فتح‌الله‌زاده از کخ حمایت می‌کرد و اعتقاد داشت حفظ قلعه‌نویی بعد از جام حذفی سال گذشته یا بازگشت پورحیدری و مربیان داخلی دیگر، تنها می‌توانست «حرکت روی یک دایره بسته» باشد و با آن کار کمکی به پیشرفت فوتبال استقلال نمی‌شد. هر چند که روند نتیجه‌گیری استقلال به گونه‌ای بود که فشارها روی فتح‌الله‌زاده هم روزبه‌روز بیشتر می‌شد. در بهمن ماه مسابقات به نیم‌فصل رسید و در تعطیلات نیم‌فصل تیم ملی به هنگ کنگ رفت.
با شروع دور برگشت، استقلال با یک تساوی برابر پاس و یک پیروزی برابر نفت آبادان، خود را تا رده سوم جدول بالا کشید، اما در همین روزها با شکست ۳ بر صفر برابر سپاهان در بازی رفت یک‌هشتم نهایی جام حذفی، به میزان زیادی شانس خود را برای دفاع از عنوان قهرمانی‌اش در این جام از دست داد. از سوی دیگر عملکرد بد تیم در بازی‌های مرحله گروهی و حذف از لیگ باشگاه‌های آسیا در اسفند ماه، موج تازه‌ای از انتقادها را در بازگشت به ایران متوجه استقلال و رولند کخ کرد.
پس از تعطیلات نوروز استقلال در دو بازی بیرون از خانه برابر ملوان و فولاد چهار امتیاز را کسب کرد اما شکست این تیم در روز ۳۱ فروردین ۱۳۸۲ با اعتراض گسترده هواداران در ورزشگاه تختی تهران همراه بود. با این شکست شانس قهرمانی استقلال به کلی از دست رفت. پس از این بازی رولند کخ از سرمربی‌گری استقلال برکنار شد. منصور پورحیدری مدیر فنی باشگاه به رسانه‌ها اعلام کرد که تا پایان فصل جواد زرینچه به عنوان مربی هدایت تیم فوتبال استقلال را بر عهده خواهد داشت. به گفته او کخ به باشگاه استقلال اعلام کرده بود که با توجه به کمبودهای موجود در فوتبال ایران، شرایط برای ادامه کار او در استقلال فراهم نیست و جدایی او از تیم، به سود استقلال خواهد بود. بنابراین تصمیم گرفته شد جواد زرینچه به عنوان مربی و تمرین‌دهنده به همراه ولی‌الله صالح‌نیا مربی بدن‌ساز فصل را ادامه دهند. با توجه به این‌که استقلال سرمربی نداشت، گفته می‌شد که ارنج تیم و سایر تصمیم‌گیری‌ها در هنگام بازی را منصور پورحیدری بر عهده می‌گیرد.
این دگرگونی‌ها البته آن‌چنان که انتظار می‌رفت گره‌گشا نبود و استقلال که با مربی‌گری کخ از ۱۸ بازی؛ ۷ برد، ۷ مساوی و ۴ باخت را به دست آورده بود، پس از برکناری کخ در ۸ بازی باقی‌مانده؛ ۱ برد، ۱ مساوی و ۶ باخت را بر جای گذاشت که نتایجی به مراتب ناگوارتر از کارنامه کخ بود.
در ۳۰ اردی‌بهشت، سه هفته پیش از پایان فصل، محمدحسین قریب از سوی هیئت مدیره باشگاه به عنوان مدیر عامل تازه استقلال برگزیده شد. چند روز پیش از آن علی فتح‌الله‌زاده به دلیل اختلافاتی که با هیئت مدیره پیدا کرده بود، از مدیر عاملی باشگاه استعفا داده بود. به گفته فتح‌الله‌زاده یکی از مهم‌ترین اختلاف نظرها پیرامون گزینش سرمربی آینده باشگاه بود. فتح‌الله‌زاده حجازی را پیشنهاد داده بود، اما هیئت مدیره قلعه‌نویی را برای فصل بعد برگزید.

### جام حذفی
استقلال به عنوان مدافع عنوان قهرمانی جام حذفی، روز ۲۶ آبان ۱۳۸۱ از دور یک‌شانزدهم وارد این بازی‌ها شد و در نخستین گام تیم فراز قم را در بازی رفت این مرحله در تختی تهران ۲ بر ۱ شکست داد. با وجود پیروزی، نمایش استقلال در این دیدار با انتقاد روبه‌رو شد و در روزنامه‌ها گفته شد که نیرو و اراده‌ای درون یا بیرون از تیم در صدد است تا رولند کخ در استقلال به بن‌بست برسد.
بازی برگشت را هم استقلال با یک گل پیروز شد و در مجموع با نتیجهٔ ۳ بر ۱ از سد فراز قم گذشت.
در مرحله یک‌هشتم نهایی استقلال به مصاف سپاهان رفت. بازی رفت روز ۲۷ بهمن ۱۳۸۱ در ورزشگاه نقش جهان اصفهان به قضاوت جلال مرادی برگزار شد. سپاهان در نیمه دوم با فرشباف (دو گل) و سیدصالحی به گل رسید. چند لحظه بعد از گل اول فرزاد مجیدی با کارت زرد دوم داور از زمین بیرون رفت تا استقلال بازی را ده نفره به پایان برساند. بازی برگشت ۲۵ اردی‌بهشت ۱۳۸۲ و در شرایطی برگزار شد که استقلال پس از برکناری رولند کخ با بحران روبه‌رو بود. روز پیش از مسابقه چهار بازیکن تیم از سوی باشگاه اخراج شده بودند و مدیر باشگاه نیز پس از رد درخواست‌اش مبنی بر حضور دوباره ناصر حجازی در استقلال، استعفا داده بود. فتح‌الله‌زاده چند بار دیگر هم در طول فصل استعفا داده بود که با مخالفت هیئت مدیره در سمت خود باقی‌مانده بود. منصور پورحیدری و امیر قلعه‌نویی نام‌های دیگری بودند که برای مربی‌گری استقلال در آن روزها مطرح بودند. استقلال با این شرایط برابر سپاهان قرار گرفت و با گل دقیقه ۸۰ سیدصالحی بازی را واگذار کرد. به این ترتیب استقلال بحران‌زده جام حذفی این فصل را نیز از دست داد و در مرحله یک‌هشتم نهایی از گردونه بازی‌ها کنار رفت.

### لیگ قهرمانان آسیا
در این فصل مسابقات جام باشگاه‌های آسیا دچار دگرگونی شد و با الگوبرداری از رقابت‌های لیگ قهرمانان اروپا، رقابت‌هایی با نام سوپر جام باشگاه‌های آسیا که بعدها به نام لیگ قهرمانان آسیا معروف شد، جایگزین جام باشگاه‌ها شد. استقلال با راه‌یابی به دور نهایی آخرین دوره جام باشگاه‌های آسیا در فصل گذشته، توانسته بود یک سهمیه مستقیم را برای ایران به دست آورد. این سهمیه به قهرمان لیگ در فصل گذشته (پرسپولیس) رسید و استقلال به عنوان قهرمانی جام حذفی ایران، ناگزیر شد برای ورود به مرحله گروهی در بازی‌های مقدماتی شرکت کند.

بازی‌های پلی‌آف

آبی‌پوشان از دور سوم مقدماتی در منطقه غرب آسیا وارد بازی‌ها شدند. آن‌ها در این مرحله تیم الفیصلی اردن را در دو بازی رفت و برگشت از پیش رو برداشتند و به دور چهارم مقدماتی غرب آسیا راه پیدا کردند. حریف استقلال در این مرحله نفتچی ازبکستان بود. بازی رفت در تهران با گل مهدی هاشمی‌نسب به سود استقلال به پایان رسید. در بازی برگشت در فرغانه با پیروزی ۲ بر ۱ نفتچی، دو تیم به تساوی ۲–۲ رسیدند و استقلال با قانون گل زدهٔ بیشتر در خانه حریف به دور بعد راه یافت. با وجود صعود به دور بعدی، تیم پُرمهره استقلال که تمرینات منظمی را با کخ پشت سر می‌گذاشت، نمایش خوبی را در این مرحله از خود نشان نداد.

مرحله گروهی

پس از برگزاری بازی‌های مقدماتی و پیوستن تیم‌های انتخاب‌شده به تیم‌هایی که با سهمیه مستقیم به این مرحله رسیده بودند، بازی‌ها در چهار گروه (دو گروه در خاور، و دو گروه در باختر آسیا) دنبال شد. از هر یک از گروه‌ها تنها یک تیم بالا می‌آمد تا چهار تیم صعودکننده در دور بعد مرحله نیمه نهایی را برگزار کنند. بازی‌های مرحله گروهی رفت و برگشت نبود و به صورت یک‌جا و متمرکز به میزبانی یکی از تیم‌ها هر گروه و برگزار شد.
استقلال در گروه C رقابت‌ها با تیم‌های العین امارات، الهلال عربستان و السد قطر هم‌گروه شد. العین امارات میزبان این گروه بود. در بازی نخست، استقلال فوتبالی سرعتی را به نمایش گذاشت و السد قطر را با دو گلی که روی شوت علی سامره و فرار رسول خطیبی به دست آمد، شکست داد. در بازی دوم برابر الهلال، استقلال دو بار از حریف پیش افتاد، اما هر دو بار نتوانست برتری خود را حفظ کند و در نهایت با گلی که در دقیقه ۸۵ دریافت کرد بازی را واگذار کرد. هر سه گل الهلال را مهاجم کامرونی این تیم پاتریک سوفو به ثمر رساند. تعویض‌هایی که رولند کخ در این بازی انجام داد، بحث‌برانگیز بود. برای نمونه ورود وحید شمسایی که نخستین بازی رسمی‌اش بر روی چمن بود، با انتقاد روبه‌رو شد. منتقدان عقیده داشتند که تعویض‌ها کمکی به استقلال برای حفظ برتری‌اش نکرده است. با این شرایط استقلال در بازی آخر برای صعود نیاز به پیروزی با اختلاف دو گل داشت اما با تحمل شکستی دیگر برابر العین، از لیگ قهرمانان آسیا کنار رفت.

### دوستانه
استقلال در مرداد ماه سال ۱۳۸۰ به عربستان سفر کرد و در جام ملک عبداله (جام دوستی) شرکت کرد. در این بازیها استقلال ابتدا تیم عیسر عربستان را شکست داد ولی در ادامه در سه بازی دیگر مساوی کرد تا از صعود به مرحله بعدی بازیها باز بماند. سه حریف دیگر استقلال به ترتیب تیم ملی امید عمان، تیم ملی سوریه و الاهلی عربستان بودند.
استقلال در اوایل پاییز در تورنمنتی به نام جام اتحادیه باشگاههای ایران نیز شرکت کرد و با شکست دادن تیم فولاد خوزستان در بازی فینال عنوان قهرمانی را کسب کرد. استقلال در دور مقدماتی این بازیها با ابومسلم خراسان مساوی کرد و تیم هما تهران را نیز شکست داد.

## بازی‌ها

### لیگ برتر
منبع 
| ۲۵ مهر ۱۳۸۱ ۱ | استقلال تهران                                                                  | ۳ – ۱ | پاس تهران           | تهران                                                 |
|               | پاشازاده '۱۵ · واحدی‌نیکبخت ۷۰' · سامره ۷۹' · اکبری '۸۱ · فاطمی ۸۸' · مجیدی '۹۰ | گزارش | خطیبی ۳۶' · پاشایی  | ورزشگاه: تختی تهران تماشاگران: ۱۵۰۰۰ داور: جلال مرادی |

| ۸ آبان ۱۳۸۱ ۲ | صنعت نفت آبادان | ۱ – ۰ | استقلال تهران                      | آبادان                                 |
|               | خدمتکاری ۴۴'    | گزارش | مومن‌زاده اکبرپور بختیاری‌زاده رستمی | ورزشگاه: تختی آبادان داور: مسعود مرادی |

| ۱۲ آبان ۱۳۸۱ ۳ | استقلال تهران                                                               | ۲ – ۳ | سپاهان اصفهان                                           | تهران                                    |
|                | اکبری '۸ ۶۸' · مجیدی '۳۳ · واحدی‌نیکبخت ۵۱' · طباطبایی '۸۶ · بختیاری‌زاده '۹۰ | گزارش | حاجی‌پور ۱۰'، ۳۳' · استپانیان '۳۳ · نویدکیا ۸۷' (پنالتی) | ورزشگاه: تختی تهران داور: رحیم رحیمی‌مقدم |

| ۱۷ آبان ۱۳۸۱ ۴                                    | ابومسلم مشهد                                    | ۲ – ۲ | استقلال تهران                                           | مشهد                                                      |
|                                                   | زرینچه ۱۲' (گل‌به‌خودی) · خرمالی '۴۴ · عنایتی ۷۵' | گزارش | هاشمی‌نسب ۴۵' (پنالتی)، ۶۰' · فکری · واحدی‌نیکبخت · رستمی | ورزشگاه: تختی مشهد تماشاگران: ۱۳۰۰۰ داور: خداداد افشاریان |
| یادداشت: خطای پنالتی بر روی احمد مومن‌زاده رخ داد. |                                                 |       |                                                         |                                                           |

| ۱۲ آذر ۱۳۸۱ ۵ | استقلال تهران                                            | ۳ – ۰ | ملوان انزلی | تهران                                    |
|               | مومن‌زاده ۵۰'، ۸۷' · فاطمی ۵۴' · مومن‌زاده '۶۳ · اکبری '۹۰ | گزارش |             | ورزشگاه: تختی تهران داور: حسین عرب براقی |

| ۱۷ آذر ۱۳۸۱ ۶ | استقلال تهران | ۰ – ۰ | فولاد خوزستان | تهران                                 |
|               | پاشازاده      | گزارش | موسوی '۱+۹۰   | ورزشگاه: تختی تهران داور: مسعود مرادی |

| ۲۳ آذر ۱۳۸۱ ۷                                       | برق شیراز                         | ۱ – ۲ | استقلال تهران                      | شیراز                                 |
|                                                     | منصوری ۱۲' (پنالتی) · محمدی '۴+۹۰ | گزارش | سامره ۲۸' · واحدی‌نیکبخت ۵۳' · فکری | ورزشگاه: حافظیه شیراز داور: علی خسروی |
| یادداشت: رولاند کخ در دقیقه ؟ از کنار زمین اخراج شد |                                   |       |                                    |                                       |

| ۲۹ آذر ۱۳۸۱ ۸ | استقلال تهران                                     | ۲ – ۱ | پیکان تهران                     | تهران                               |
|               | هاشمی‌نسب ۸' · سامره ۲۸' · فکری · سامره · طباطبایی | گزارش | شریفی ۴۹' · حق‌دوست  '۸۳ · معمار | ورزشگاه: تختی تهران داور: ایرج نظری |

| ۵ دی ۱۳۸۰ ۹ | سایپا تهران                                                              | ۲ – ۱ | استقلال تهران                                | تهران                                   |
|             | جمشیدیان '۹ · مومنی ۴۹' · عقیلی '۵۷ · سلطانی ۷۷' · کاظمی '۸۱ · همرنگ '۸۵ | گزارش | واحدی‌نیکبخت '۷۱ · سامره · اکبری ۸۲' (پنالتی) | ورزشگاه: تختی تهران داور: فرج‌الله یثربی |

| ۱۳ دی ۱۳۸۱ ۱۰ | استقلال تهران         | ۰ – ۰ | ذوب‌آهن اصفهان          | تهران                                                      |
|               | پاشازاده خرمگاه مجیدی | گزارش | امیدیان وزیری نازاریان | ورزشگاه: تختی تهران تماشاگران: ۱۵۰۰۰ داور: خداداد افشاریان |

| ۲۰ دی ۱۳۸۱ ۱۱ (دربی ۵۴) | پرسپولیس تهران                                             | ۱ – ۱ | استقلال تهران                                          | تبریز                                         |
|                         | انصاریان ۷۰' (پنالتی) · استیلی  · اسدی  · محمدوند  · رافت  | گزارش | سامره ۱' · پاشازاده · اکبرپور · هاشمی‌نسب · واحدی‌نیکبخت | ورزشگاه: یادگار امام تبریز داور: روبرتو روزتی |

| ۲۹ دی ۱۳۸۱ ۱۲                                      | استقلال تهران                                                          | ۰ – ۰ | استقلال اهواز | تهران                                 |
|                                                    | مومن‌زاده · بختیاری‌زاده · مجیدی '۷۵ · (از روی نیمکت ذخیره‌ها) · فکری '۷۹ | گزارش |               | ورزشگاه: تختی تهران داور: مهدی هنروری |
| یادداشت: فرزاد مجیدی از روی نیمکت ذخیره‌ها اخراج شد |                                                                        |       |               |                                       |

| ۴ بهمن ۱۳۸۱ ۱۳ | فجرسپاسی شیراز     | ۲ – ۳ | استقلال تهران                                | شیراز                                   |
|                | طالبی ۲+۹۰'، ۸+۹۰' |       | اکبری ۷' (پنالتی) · سامره ۳۱' · هاشمی‌نسب ۴۵' | ورزشگاه: حافظیه شیراز داور: مسعود مرادی |

| ۲۳ بهمن ۱۳۸۱ ۱۴ | پاس تهران  | ۱ – ۱ | استقلال تهران                | تهران                               |
|                 | نکونام ۲۵' | گزارش | سامره ۳۷' · موسوی · هاشمی‌نسب | ورزشگاه: تختی تهران داور: علی خسروی |

| ۲ اسفند ۱۳۸۱ ۱۵ | استقلال تهران | ۱ – ۰ | صنعت نفت آبادان | تهران                                   |
|                 | مجیدی ۱۵'     | گزارش |                 | ورزشگاه: تختی تهران داور: فرج‌الله یثربی |

| ۱۶ | سپاهان اصفهان | v | استقلال تهران | اصفهان |

| ۱۷ | استقلال تهران | v | ابومسلم مشهد | تهران |

| ۱۸ فروردین ۱۳۸۲ ۱۸ | ملوان انزلی | ۰ – ۰ | استقلال تهران                               | انزلی                                 |
|                    |             | گزارش | پاشازاده '۲۱ رستمی '۴۴ خرمگاه '۶۳ مجیدی '۹۰ | ورزشگاه: تختی انزلی داور: مسعود مرادی |

| ۲۵ فروردین ۱۳۸۲ ۱۹ | فولاد خوزستان                                                                              | ۱ – ۲ | استقلال تهران | اهواز                                |
|                    | مجیدی ۱۳' '۸۵ · بختیاری‌زاده '۲۸ · واحدی‌نیکبخت ۶۸' · فکری '۷۷ · سامره '۸۰ · واحدی‌نیکبخت '۸۹ | گزارش | سراج ۲+۹۰'    | ورزشگاه: تختی اهواز داور: جلال مرادی |

| ۳۱ فروردین ۱۳۸۲ ۲۰ | استقلال تهران                     | ۱ – ۲ | برق شیراز                            | تهران                                      |
|                    | هاشمی‌نسب '۲۰ · اکبری ۵۴' (پنالتی) | گزارش | منصوری ۲۵' · عباسفرد ۵۱' · محمدی '۵۳ | ورزشگاه: تختی تهران داور: فریدون اصفهانیان |

| ۵ اردیبهشت ۱۳۸۲ ۱۶ | سپاهان اصفهان                         | ۳ – ۲ | استقلال تهران                                                  | اصفهان                                     |
|                    | نویدکیا ۴۳' (پنالتی)، ۴۸' · کریمی ۸۸' | گزارش | اکبری ۷۵' (پنالتی) · حسن‌زاده ۸۰' (گل‌به‌خودی) · اکبرپور · قربانی | ورزشگاه: نقش جهان اصفهان داور: مسعود مرادی |

| ۹ اردیبهشت ۱۳۸۲ ۱۷ | استقلال تهران                | ۰ – ۰ | ابومسلم مشهد | تهران                                   |
|                    | واحدی‌نیکبخت اکبرپور مومن‌زاده | گزارش |              | ورزشگاه: تختی تهران داور: فرج‌الله یثربی |

| ۱۶ اردیبهشت ۱۳۸۲ ۲۱ | پیکان تهران | ۱ – ۰ | استقلال تهران | تهران                                  |
|                     | محمداف ۳۵'  | گزارش | فکری '۸۱      | ورزشگاه: تختی تهران داور: هدایت ممبینی |

| ۲۱ اردیبهشت ۱۳۸۲ ۲۲ | استقلال تهران                               | ۱ – ۳ | سایپا تهران                        | تهران                               |
|                     | نوازی ۹۰' (پنالتی) · مومن‌زاده · بختیاری‌زاده | گزارش | سلطانی ۴۸' · کاظمی ۷۹' · فارسی ۸۸' | ورزشگاه: تختی تهران داور: محسن ترکی |

| ۳۰ اردیبهشت ۱۳۸۲ ۲۳ | ذوب‌آهن اصفهان | ۰ – ۳ | استقلال تهران                                             | اصفهان                                         |
|                     |               | گزارش | هاشمی‌نسب ۵۴' · قربانی '۵۹ · سامره ۸۲' · واحدی‌نیکبخت ۲+۹۰' | ورزشگاه: نقش جهان اصفهان داور: خداداد افشاریان |

| ۱ تیر ۱۳۸۲ ۲۶ | استقلال تهران | ۰ – ۱ | فجرسپاسی شیراز | تهران                                 |
|               |               | گزارش | علیزاده ۲+۹۰'  | ورزشگاه: تختی تهران داور: مهدی هنروری |

#### جایگاه در جدول
| رتبه | تیم           | بازی | برد | مساوی | باخت | گل زده | گل خورده | گل تفاضل | امتیاز | صعود یا سقوط                                |
| ---- | ------------- | ---- | --- | ----- | ---- | ------ | -------- | -------- | ------ | ------------------------------------------- |
| ۷    | فولاد         | ۲۶   | ۹   | ۷     | ۱۰   | ۳۴     | ۳۶       | ۲−       | ۳۴     |                                             |
| ۸    | ذوب‌آهن        | ۲۶   | ۱۰  | ۴     | ۱۲   | ۲۲     | ۲۹       | ۷−       | ۳۴     | صعود به مرحله گروهی لیگ قهرمانان آسیا ۲۰۰۴۱ |
| ۹    | استقلال       | ۲۶   | ۸   | ۸     | ۱۰   | ۳۲     | ۳۰       | ۲+       | ۳۲     |                                             |
| ۱۰   | برق شیراز     | ۲۶   | ۹   | ۵     | ۱۲   | ۲۸     | ۳۷       | ۹−       | ۳۲     |                                             |
| ۱۱   | استقلال اهواز | ۲۶   | ۶   | ۱۰    | ۱۰   | ۲۴     | ۳۰       | ۶−       | ۲۸     |                                             |

#### دست‌آوردها در خانه و بیرون
| مجموع | مجموع  | مجموع | مجموع | مجموع | مجموع | مجموع | مجموع | خانه | خانه | خانه | خانه | خانه | خانه | مهمان | مهمان | مهمان | مهمان | مهمان | مهمان |
| بازی  | امتیاز | پ     | ت     | ش     | گ‌ز    | گ‌خ    | ت‌گ    | پ    | ت    | ش    | گ‌ز   | گ‌خ   | ت‌گ   | پ     | ت     | ش     | گ‌ز    | گ‌خ    | ت‌گ    |
| ----- | ------ | ----- | ----- | ----- | ----- | ----- | ----- | ---- | ---- | ---- | ---- | ---- | ---- | ----- | ----- | ----- | ----- | ----- | ----- |
| ۲۶    | ۳۲     | ۸     | ۸     | ۱۰    | ۳۲    | ۳۰    | ۲+    | ۴    | ۴    | ۵    | ۱۴   | ۱۳   | ۱+   | ۴     | ۴     | ۵     | ۱۸    | ۱۷    | ۱+    |

آخرین بروزرسانی: پایان فصل

منبع: IPLstats Home
IPLstats Away

پ = پیروزی؛ ت = تساوی؛ ش = شکست؛ گ‌ز = گل زده؛ گ‌خ = گل خورده؛ ت‌گ = تفاضل گل

#### روند هفته به هفته
| هفته  | ۱ | ۲ | ۳ | ۴ | ۵ | ۶ | ۷ | ۸ | ۹ | ۱۰ | ۱۱ | ۱۲ | ۱۳ | ۱۴ | ۱۵ | ۱۶ | ۱۷ | ۱۸ | ۱۹ | ۲۰ | ۲۱ | ۲۲ | ۲۳ | ۲۴ | ۲۵ | ۲۶ |
| ----- | - | - | - | - | - | - | - | - | - | -- | -- | -- | -- | -- | -- | -- | -- | -- | -- | -- | -- | -- | -- | -- | -- | -- |
| زمین  | خ | م | خ | م | خ | خ | م | خ | م | خ  | م  | خ  | م  | م  | خ  | م  | م  | خ  | م  | خ  | م  | خ  | م  | خ  | م  | خ  |
| نتیجه | پ | ش | ش | ت | پ | ت | پ | پ | ش | ت  | ت  | ت  | پ  | ت  | پ  | ت  | پ  | ش  | ش  | ت  | ش  | ش  | پ  | ش  | ش  | ش  |
| وضعیت | ۳ | ۵ | ۷ | ۸ | ۵ | ۴ | ۳ | ۳ | ۴ | ۶  | ۶  | ۶  | ۵  | ۶  | ۴  | ۵  | ۷  | ۷  | ۶  | ۶  | ۷  | ۷  | ۶  | ۷  | ۹  | ۹  |

آخرین بروزرسانی: پایان فصل.
منبع: "IPL Stats".

زمین: م = مهمان، خ = خانه. نتیجه: ت = تساوی، ش = شکست، پ = پیروزی.

- در تهیه این جدول ترتیب برگزاری بازیها ملاک قرار گرفته است و شماره هفته بازیها اساس تهیه جدول نبوده است

### جام حذفی
منبع
| ۲۸ آبان ۱۳۸۱ ۱/۱۶ نهایی | استقلال تهران                                       | ۲ – ۱ | فراز قم                                | تهران                                                  |
|                         | هاشمی‌نسب ۶۲' · فاطمی ۸۷' · واحدی‌نیکبخت · خرمگاه '۵۲ | گزارش | ابوالفضل ایمانی‌راد ۳' '۵۹ · علیپور '۲۸ | ورزشگاه: تختی تهران تماشاگران: ۱۵۰۰۰ داور: مهدی هنروری |

| ۲۴ دی ۱۳۸۱ ۱/۱۶ نهایی | استقلال تهران                | ۱ – ۰ | فراز قم | قم                                                           |
|                       | واحدی‌نیکبخت ۸۵' · خرمگاه '۶۷ | گزارش |         | ورزشگاه: شهید حیدریان قم تماشاگران: ۱۰۰۰۰ داور: هدایت ممبینی |

| ۲۷ بهمن ۱۳۸۱ ۱/۸ نهایی | سپاهان اصفهان                  | ۳ – ۰ | استقلال تهران        | اصفهان                                                    |
|                        | فرشباف ۵۰'، ۷۱' · سیدصالحی ۸۰' | گزارش | مومن‌زاده · مجیدی '۶۱ | ورزشگاه: نقش جهان اصفهان تماشاگران: ۴۰۰۰ داور: جلال مرادی |

| ۲۵ اردیبهشت ۱۳۸۲ ۱/۸ نهایی | استقلال تهران          | ۰ – ۱ | سپاهان اصفهان                   | تهران                                                |
|                            | اکبرپور · دین‌محمدی '۸۷ | گزارش | کریمی · سیدصالحی ۷۸' · کرمی '۸۷ | ورزشگاه: تختی تهران تماشاگران: ۱۵۰۰۰ داور: علی خسروی |

### لیگ قهرمانان آسیا
منبع 

مرحله پلی‌آف
| ۱۷ مهر ۱۳۸۱ پلی‌آف اول | استقلال تهران            | ۲ – ۰ | الفیصلی اردن        | تهران، ایران                          |
|                       | پاشازاده ۵۷' · فاطمی ۹۰' | گزارش | اسامه طلال صباح '۹۰ | ورزشگاه: تختی تهران داور: لطفلین نائل |

| ۱ آبان ۱۳۸۱ پلی‌آف اول | الفیصلی اردن | ۰ – ۱ | استقلال تهران                 | امان، اردن                          |
|                       |              | گزارش | دین‌محمدی ۴۴' · مجیدی · خرمگاه | ورزشگاه: ملک عبداله داور: عبدالقادر |

| ۲۲ آبان ۱۳۸۱ پلی‌آف دوم | استقلال تهران                       | ۱ – ۰ | نفتچی فرغانه        | تهران، ایران                                         |
|                        | هاشمی‌نسب ۴۹' · واحدی‌نیکبخت · زرینچه | گزارش | لبوف ایساکوف متالیف | ورزشگاه: تختی تهران تماشاگران: ۱۰۰۰۰ داور: محمد کوسا |

| ۵ آذر ۱۳۸۱ پلی‌آف دوم | نفتچی فرغانه                   | ۲ – ۱ | استقلال تهران         | فرغانه، ازبکستان                            |
|                      | سرگئی می ۴۹' · امید آساکوف ۵۲' | گزارش | اکبری ۲۵' · مجیدی '۷۵ | ورزشگاه: استقلال فرغانه داور: محمد المرزوقی |

مرحله گروهی (یک هشتم‌نهایی)
| ۱۸ اسفند ۱۳۸۱ بازی اول | استقلال تهران                       | ۲ – ۱ | السد قطر          | العین، امارات                         |
|                        | سامره ۸' · خطیبی ۶۰' · فکری · سامره | گزارش | سرجیو ریکاردو ۷۲' | ورزشگاه: طحنون بن محمد داور: کامیکاوا |

| ۲۱ اسفند ۱۳۸۱ بازی دوم | استقلال تهران           | ۲ – ۳ | الهلال عربستان     | العین، امارات                              |
|                        | اکبری ۱۷' · سامره ۴۳' · | گزارش | سوفو ۳۴'، ۷۳'، ۷۸' | ورزشگاه: طحنون بن محمد داور: فخرالدین صالح |

| ۲۴ اسفند ۱۳۸۱ بازی سوم | العین امارات                              | ۳ – ۱ | استقلال تهران                              | العین، امارات                       |
|                        | فیصل علی ۶۶' · سانوگو ۷۶' · غریب حارب ۷۸' | گزارش | سامره ۷۵' · بختیاری‌زاده · مومن‌زاده · ایوبی | ورزشگاه: طحنون بن محمد داور: لوجونگ |

گروه C
| تیم            | بازی | برد | مساوی | باخت | زده | خورده | تفاضل | امتیاز |
| -------------- | ---- | --- | ----- | ---- | --- | ----- | ----- | ------ |
| العین امارات   | ۳    | ۳   | ۰     | ۰    | ۶   | ۱     | ۵+    | ۹      |
| السد قطر       | ۳    | ۱   | ۰     | ۲    | ۴   | ۵     | ۱–    | ۳      |
| استقلال ایران  | ۳    | ۱   | ۰     | ۲    | ۵   | ۷     | ۲–    | ۳      |
| الهلال عربستان | ۳    | ۱   | ۰     | ۲    | ۴   | ۶     | ۲–    | ۳      |

### جام دوستی عربستان
منبع
| ۱۲ مرداد ۱۳۸۱ بازی اول | عیسر عربستان              | ۱ – ۳ | استقلال تهران                                             | جده، عربستان                                |
|                        | عبداله مشعاب ۹۰' (پنالتی) |       | موسوی ۳۳' · قربانی ۴۳' · فکری '۵۰ · فاطمی '۶۵ · نوازی ۸۶' | ورزشگاه: امیرسلطان آبها داور: محمد المارونی |

| ۱۴ مرداد ۱۳۸۱ بازی دوم | امید عمان          | ۱ – ۱ | استقلال تهران                   | جده، عربستان                             |
|                        | عماد بن سلیمان ۷۶' |       | نوازی ۷۳' (پنالتی) · قربانی '۷۷ | ورزشگاه: امیرسلطان آبها داور: احمد وداعی |

| ۱۶ مرداد ۱۳۸۱ بازی سوم | تیم ملی سوریه | ۰ – ۰ | استقلال تهران | جده، عربستان                           |
|                        |               |       | بختیاری‌زاده   | ورزشگاه: امیرسلطان آبها داور: عمر محنا |

| ۱۸ مرداد ۱۳۸۱ بازی چهارم | الاهلی عربستان        | ۱ – ۱ | استقلال تهران                                 | جده، عربستان                     |
|                          | زرینچه ۷۱' (گل‌به‌خودی) | گزارش | واعظ '۱۵ · قلی‌اف '۳۱ · زرینچه '۵۶ · سامره ۹۰' | ورزشگاه: امیر سلطان آبها داور: ؟ |

### جام اتحادیه باشگاههای ایران
منبع
| ۳۱ شهریور ۱۳۸۱ بازی اول                           | استقلال تهران                                 | ۳ – ۳ | ابومسلم خراسان                 | تهران                               |
|                                                   | دین‌محمدی ۴۰' · ایوبی ۶۷' · اکبری ۸۰' (پنالتی) | گزارش | عنایتی ۵۲'، ۸۵' · رزاقی‌راد ۸۷' | ورزشگاه: تختی تهران داور: علی خسروی |
| یادداشت: خطای پنالتی بر روی علیرضا اکبرپور رخ داد |                                               |       |                                |                                     |

| ۲ مهر ۱۳۸۱ بازی دوم                                                                            | استقلال تهران                                    | ۳ – ۱ | هما تهران                  | تهران                                                    |
|                                                                                                | سامره ۹' · اکبری ۴۲' (پنالتی) · موسوی ۴۵' · فکری | گزارش | محمد غفوری‌اصل ۲۵' (پنالتی) | ورزشگاه: تختی تهران تماشاگران: ۵۰۰۰ داور: حسین عرب براقی |
| یادداشت: خطای پنالتی برای هما توسط پیروز قربانی رخ داد. خطای پنالتی بر روی فرزاد مجیدی رخ داد. |                                                  |       |                            |                                                          |

| ۴ مهر ۱۳۸۱ فینال | استقلال تهران                                 | ۱ – ۰ | فولاد خوزستان | تهران                               |
|                  | اکبری ۷۳' (پنالتی) · مجیدی · اکبرپور · قربانی | گزارش |               | ورزشگاه: تختی تهران داور: علی خسروی |

## آمار

### عملکرد کلی تیم در فصل
| رقابت                     | اولین بازی   | آخرین بازی       | شروع دور        | جایگاه نهایی | آمار | آمار | آمار | آمار | آمار | آمار | آمار | آمار  |
| رقابت                     | اولین بازی   | آخرین بازی       | شروع دور        | جایگاه نهایی | بازی | ب    | ت    | ش    | گ‌ز   | گ‌خ   | ت‌گ   | % برد |
| ------------------------- | ------------ | ---------------- | --------------- | ------------ | ---- | ---- | ---- | ---- | ---- | ---- | ---- | ----- |
| لیگ برتر ۸۲–۱۳۸۱          | ۲۵ مهر ۱۳۸۱  | ۱ تیر ۱۳۸۲       | هفته ۱          | نهم          | ۲۶   | ۸    | ۸    | ۱۰   | ۳۲   | ۳۰   | ۲+   | ۰۳۱   |
| جام حذفی ۸۲–۱۳۸۱          | ۲۸ آبان ۱۳۸۱ | ۲۵ اردیبهشت ۱۳۸۲ | یک شانزدهم‌نهایی | یک هشتم‌نهایی | ۴    | ۲    | ۰    | ۲    | ۳    | ۵    | ۲−   | ۰۵۰   |
| لیگ قهرمانان آسیا ۰۳–۲۰۰۲ | ۱۷ مهر ۱۳۸۱  | ۲۴ اسفند ۱۳۸۱    | پلی‌آف           | یک هشتم‌نهایی | ۷    | ۴    | ۰    | ۳    | ۱۰   | ۹    | ۱+   | ۰۵۷   |
| مجموع                     | مجموع        | مجموع            | مجموع           | مجموع        | ۳۷   | ۱۴   | ۸    | ۱۵   | ۴۵   | ۴۴   | ۱+   | ۰۳۸   |

منبع: رقابت‌ها

### نمایش بازیکنان
| شماره | پُست       | بازیکنان           | لیگ برتر | لیگ برتر | لیگ برتر | جام حذفی | جام حذفی | جام حذفی | ل.ق آسیا ۲۰۰۳ | ل.ق آسیا ۲۰۰۳ | ل.ق آسیا ۲۰۰۳ | مجموع   | مجموع | مجموع    | کارت                 | کارت             |
| شماره | پُست       | بازیکنان           | بازی     | زمان     | کارت زرد | بازی     | زمان     | کارت زرد | بازی          | زمان          | کارت زرد      | بازی    | زمان  | کارت زرد | کارت زرد دوم و اخراج | کارت قرمز مستقیم |
| ----- | --------- | ------------------ | -------- | -------- | -------- | -------- | -------- | -------- | ------------- | ------------- | ------------- | ------- | ----- | -------- | -------------------- | ---------------- |
| ۱     | دروازه‌بان | هادی طباطبایی      | ۲۰       | ۱۸۰۰     | ۲        | ۳        | ۲۱۱      | ۰        | ۶             | ۵۴۰           | ۰             | ۲۹ (۲۹) | ۲۵۵۱  | ۲        | ۰                    | ۰                |
| ۲     | مدافع     | جواد زرینچه        | ۷        | ۵۴۹      | ۰        | ۱        | ۵۲       | ۰        | ۱             | ۹۰            | ۱             | ۹ (۹)   | ۶۹۱   | ۱        | ۰                    | ۰                |
| ۳     | مهاجم     | رسول خطیبی         | ۰        | ۰        | ۰        | ۰        | ۰        | ۰        | ۳             | ۱۸۴           | ۰             | ۳ (۲)   | ۱۸۴   | ۰        | ۰                    | ۰                |
| ۴     | مدافع     | محمد خرمگاه        | ۱۲       | ۹۲۹      | ۲        | ۲        | ۱۸۰      | ۲        | ۵             | ۴۵۰           | ۱             | ۱۹ (۱۸) | ۱۵۵۹  | ۵        | ۰                    | ۰                |
| ۶     | مدافع     | محمود فکری         | ۲۰       | ۱۷۴۴     | ۵        | ۴        | ۳۶۰      | ۰        | ۶             | ۵۴۰           | ۱             | ۳۰ (۳۰) | ۲۶۴۴  | ۶        | ۱                    | ۰                |
| ۷     | مدافع     | سهراب بختیاری‌زاده  | ۲۰       | ۱۷۱۰     | ۶        | ۲        | ۱۸۰      | ۰        | ۵             | ۴۵۰           | ۱             | ۲۷ (۲۷) | ۲۳۴۰  | ۷        | ۰                    | ۰                |
| ۸     | هافبک     | محمد نوازی         | ۵        | ۲۱۲      | ۰        | ۰        | ۰        | ۰        | ۰             | ۰             | ۰             | ۵ (۲)   | ۲۱۲   | ۰        | ۰                    | ۰                |
| ۹     | مهاجم     | علی موسوی          | ۳        | ۱۳۹      | ۱        | ۱        | ۲۳       | ۰        | ۴             | ۱۶۳           | ۰             | ۸ (۳)   | ۳۲۵   | ۱        | ۰                    | ۰                |
| ۱۰    | مدافع     | مهدی پاشازاده      | ۱۴       | ۱۱۲۰     | ۵        | ۲        | ۱۸۰      | ۰        | ۶             | ۵۰۲           | ۰             | ۲۲ (۲۱) | ۱۸۰۲  | ۵        | ۰                    | ۰                |
| ۱۱    | هافبک     | یدالله اکبری       | ۲۲       | ۱۹۰۲     | ۴        | ۴        | ۲۸۴      | ۰        | ۷             | ۶۳۰           | ۰             | ۳۳ (۳۲) | ۲۸۱۶  | ۴        | ۰                    | ۰                |
| ۱۲    | هافبک     | علیرضا منصوریان    | ۱۷       | ۷۹۱      | ۱        | ۲        | ۹۰       | ۰        | ۲             | ۵۶            | ۰             | ۲۱ (۱۱) | ۹۳۷   | ۱        | ۰                    | ۰                |
| ۱۳    | مهاجم     | وحید شمسایی        | ۰        | ۰        | ۰        | ۰        | ۰        | ۰        | ۱             | ۱۱            | ۰             | ۱ (۰)   | ۱۱    | ۰        | ۰                    | ۰                |
| ۱۴    | هافبک     | سیروس دین‌محمدی     | ۱۸       | ۱۱۷۳     | ۰        | ۳        | ۲۵۳      | ۰        | ۷             | ۴۵۳           | ۰             | ۲۸ (۲۱) | ۱۸۷۹  | ۰        | ۰                    | ۱                |
| ۱۵    | هافبک     | فرزاد مجیدی        | ۲۰       | ۱۲۵۸     | ۵        | ۲        | ۱۵۱      | ۰        | ۵             | ۴۲۵           | ۲             | ۲۷ (۲۲) | ۱۸۳۴  | ۷        | ۱                    | ۲                |
| ۱۶    | هافبک     | علیرضا اکبرپور     | ۲۱       | ۱۴۴۳     | ۵        | ۴        | ۲۸۳      | ۱        | ۶             | ۲۵۶           | ۰             | ۳۱ (۲۰) | ۱۹۸۲  | ۶        | ۰                    | ۰                |
| ۱۷    | مهاجم     | احمد مومن‌زاده      | ۲۱       | ۱۵۴۵     | ۶        | ۳        | ۱۷۷      | ۱        | ۵             | ۳۴۴           | ۱             | ۲۹ (۲۳) | ۲۰۶۶  | ۸        | ۰                    | ۰                |
| ۱۸    | مهاجم     | فراز فاطمی         | ۱۸       | ۱۰۹۵     | ۰        | ۲        | ۱۸۰      | ۰        | ۳             | ۱۰۱           | ۰             | ۲۳ (۱۵) | ۱۳۷۶  | ۰        | ۰                    | ۰                |
| ۱۹    | مدافع     | پیروز قربانی       | ۱۱       | ۷۵۷      | ۳        | ۰        | ۰        | ۰        | ۲             | ۱۸۰           | ۰             | ۱۳ (۱۰) | ۹۳۷   | ۳        | ۰                    | ۰                |
| ۲۰    | مدافع     | مهدی هاشمی‌نسب      | ۱۹       | ۱۵۴۱     | ۳        | ۳        | ۲۷۰      | ۰        | ۴             | ۳۶۰           | ۰             | ۲۶ (۲۴) | ۲۱۷۱  | ۳        | ۰                    | ۰                |
| ۲۱    | هافبک     | داوود رستمی        | ۱۱       | ۵۶۶      | ۳        | ۱        | ۷        | ۰        | ۰             | ۰             | ۰             | ۱۲ (۶)  | ۵۷۳   | ۳        | ۰                    | ۰                |
| ۲۳    | مهاجم     | علی سامره          | ۲۲       | ۱۵۹۵     | ۳        | ۴        | ۳۳۳      | ۰        | ۶             | ۴۴۷           | ۱             | ۳۲ (۲۷) | ۲۳۷۵  | ۴        | ۰                    | ۱                |
| ۲۲    | هافبک     | علیرضا واحدی‌نیکبخت | ۲۱       | ۱۷۵۳     | ۳        | ۴        | ۲۲۴      | ۱        | ۶             | ۴۳۵           | ۱             | ۳۱ (۲۶) | ۲۴۱۲  | ۵        | ۱                    | ۰                |
| ۲۴    | هافبک     | احمد فیض کریملو    | ۱۹       | ۹۹۸      | ۰        | ۴        | ۲۵۱      | ۰        | ۴             | ۱۹۹           | ۰             | ۲۷ (۱۵) | ۱۴۴۸  | ۰        | ۰                    | ۰                |
| ۲۶    | مدافع     | امیرحسین صادقی     | ۵        | ۴۵۰      | ۱        | ۱        | ۹۰       | ۰        | ۰             | ۰             | ۰             | ۶ (۶)   | ۵۴۰   | ۱        | ۰                    | ۰                |
| ۲۶    | مهاجم     | داریوش ایوبی (۱)   | ۰        | ۰        | ۰        | ۰        | ۰        | ۰        | ۱             | ۲۵            | ۱             | ۱ (۰)   | ۲۵    | ۱        | ۰                    | ۰                |
| ۲۷    | هافبک     | امیر امینی‌فر       | ۱        | ۴۰       | ۰        | ۰        | ۰        | ۰        | ۰             | ۰             | ۰             | ۱ (۰)   | ۴۰    | ۰        | ۰                    | ۰                |
| ۲۹    | دروازه‌بان | مسعود قاسمی        | ۴        | ۳۶۰      | ۰        | ۱        | ۵۹       | ۰        | ۰             | ۰             | ۰             | ۵ (۴)   | ۴۱۹   | ۰        | ۰                    | ۰                |
| ۳۰    | دروازه‌بان | پرویز برومند       | ۲        | ۱۸۰      | ۰        | ۱        | ۹۰       | ۰        | ۱             | ۹۰            | ۰             | ۴ (۴)   | ۳۶۰   | ۰        | ۰                    | ۰                |
| ؟     | هافبک     | ستار همدانی        | ۱        | ۱۶       | ۰        | ۰        | ۰        | ۰        | ۰             | ۰             | ۰             | ۱ (۰)   | ۱۶    | ۰        | ۰                    | ۰                |
| ؟     | هافبک     | امیرمهدی آبادی     | ۱        | ۱۵       | ۰        | ۰        | ۰        | ۰        | ۰             | ۰             | ۰             | ۱ (۰)   | ۱۵    | ۰        | ۰                    | ۰                |
| ؟     | هافبک     | رامین‌فر            | ۱        | ۲        | ۰        | ۰        | ۰        | ۰        | ۰             | ۰             | ۰             | ۱ (۰)   | ۲     | ۰        | ۰                    | ۰                |
| ؟     | هافبک     | امیر صمدی          | ۱        | ۱        | ۰        | ۰        | ۰        | ۰        | ۰             | ۰             | ۰             | ۱ (۰)   | ۱     | ۰        | ۰                    | ۰                |

اعداد آبی رنگ : تعداد حضور در ترکیب اصلی استقلال
۱- داریوش ایوبی در بازیهای لیگ قهرمانان آسیا شماره ۲۶ را بر تن میکرد.

### گلزن‌ها
| رده        | پُست        | نام                | لیگ برتر | جام حذفی | لیگ قهرمانان | جمع |
| ---------- | ---------- | ------------------ | -------- | -------- | ------------ | --- |
| ۱          | مهاجم      | علی سامره          | ۶        | ۰        | ۳            | ۹   |
| ۲          | هافبک      | علی‌رضا واحدی‌نیکبخت | ۶        | ۱        | ۰            | ۷   |
| ۲          | مدافع      | مهدی هاشمی‌نسب      | ۵ (۱)    | ۱        | ۱            | ۷   |
| ۲          | هافبک      | یدالله اکبری       | ۵ (۴)    | ۰        | ۲            | ۷   |
| ۵          | مهاجم      | فراز فاطمی         | ۲        | ۱        | ۱            | ۴   |
| ۶          | مهاجم      | احمد مومن‌زاده      | ۲        | ۰        | ۰            | ۲   |
| ۶          | هافبک      | فرزاد مجیدی        | ۲        | ۰        | ۰            | ۲   |
| ۶          | هافبک      | علیرضا اکبرپور     | ۲        | ۰        | ۰            | ۲   |
| ۹          | هافبک      | محمد نوازی         | ۱ (۱)    | ۰        | ۰            | ۱   |
| ۹          | مهاجم      | رسول خطیبی         | ۰        | ۰        | ۱            | ۱   |
| ۹          | هافبک      | سیروس دین‌محمدی     | ۰        | ۰        | ۱            | ۱   |
| ۹          | مدافع      | مهدی پاشازاده      | ۰        | ۰        | ۱            | ۱   |
| گل به خودی | گل به خودی | گل به خودی         | ۱        | ۰        | ۰            | ۱   |
| کل         | کل         | کل                 | ۳۲       | ۳        | ۱۰           | ۴۵  |

اعداد آبی رنگ : تعداد گلهای زده شده از نقطه پنالتی
** گل به خودی بازیکنان حریف :
۱- رضا حسن‌زاده بازیکن سپاهان اصفهان در بازی هفته شانزدهم لیگ برتر

### پاس گل
| رتبه | پُست   | بازیکنان           | لیگ برتر | جام حذفی | لیگ قهرمانان | جمع | گرفتن پنالتی |
| ---- | ----- | ------------------ | -------- | -------- | ------------ | --- | ------------ |
| ۱    | مدافع | احمد فیض‌کریملو     | ۳        | ۳        | ۱            | ۷   | ۰            |
|      | مدافع | علیرضا واحدی‌نیکبحت | ۶        | ۰        | ۰            | ۶   | ۰            |
| ۵    | هافبک | احمد مومن‌زاده      | ۳        | ۰        | ۱            | ۴   | ۱            |
| ۲    | هافبک | علیرضا اکبرپور     | ۲        | ۰        | ۰            | ۲   | ۳            |
| ۴    | مهاجم | علیرضا منصوریان    | ۲        | ۰        | ۰            | ۲   | ۰            |
| ۳    | هافبک | سیروس دین‌محمدی     | ۱        | ۰        | ۱            | ۲   | ۰            |
|      | مدافع | یداله اکبری        | ۱        | ۰        | ۱            | ۲   | ۰            |
|      | مهاجم | فراز فاطمی         | ۱        | ۰        | ۰            | ۱   | ۰            |
| ۶    | مهاجم | فرزاد مجیدی        | ۱        | ۰        | ۰            | ۱   | ۰            |
| ۹    | مهاجم | محمود فکری         | ۱        | ۰        | ۰            | ۱   | ۰            |
| ۱۱   | مهاجم | مهدی هاشمی‌نسب      | ۱        | ۰        | ۰            | ۱   | ۰            |
| ۱۱   | مهاجم | مهدی پاشازاده      | ۱        | ۰        | ۰            | ۱   | ۰            |
| ۱۱   | مهاجم | رسول خطیبی         | ۰        | ۰        | ۱            | ۱   | ۰            |
| جمع  | جمع   | جمع                | ۲۳       | ۳        | ۵            | ۳۱  | ۴            |

- از مجموع شش پنالتی اعلام شده در این فصل هر شش ضربه پنالتی گل شده‌است.
- چهار پنالتی به خاطر خطا بر روی بازیکنان استقلال و دو پنالتی به خاطر خطای هند بازیکن حریفان اعلام شده است.
- اطلاعات پاس گل در مورد بازیهای لیگ قهرمانان کامل نمی‌باشد.

### تفکیک عملکرد مربیان
در این فصل رولاند کخ بعد از نتایج نه چندان جالب از هدایت استقلال کنار گذاشته شد و در ادامه جواد زرینچه و سپس منصور پورحیدری سکاندار نیمکت استقلال شدند
به همین خاطر در جدول زیر به تفکیک عملکرد این فصل استقلال بین مربیان پرداخته‌ایم
| عنوان بازیها      | بازی | برد | مساوی | باخت | گل‌زده | گل‌خورده | تفاضل | درصد برد |
| ----------------- | ---- | --- | ----- | ---- | ----- | ------- | ----- | -------- |
| رولاند کخ         |      |     |       |      |       |         |       |          |
| لیگ برتر          | ۱۸   | ۷   | ۷     | ۴    | ۲۴    | ۱۸      | ۶     | ۳۹٪      |
| لیگ قهرمانان آسیا | ۷    | ۴   | ۰     | ۳    | ۱۰    | ۹       | ۱     | ۵۷٪      |
| جام حذفی          | ۳    | ۲   | ۰     | ۱    | ۴     | ۳       | ۱     | ۶۷٪      |
| جواد زرینچه       |      |     |       |      |       |         |       |          |
| لیگ برتر          | ۴    | ۰   | ۱     | ۳    | ۳     | ۷       | ۴-    | ۰        |
| منصور پورحیدری    |      |     |       |      |       |         |       |          |
| لیگ برتر          | ۴    | ۱   | ۰     | ۳    | ۵     | ۵       | ۰     | ۲۵٪      |
| جام حذفی          | ۱    | ۰   | ۰     | ۱    | ۰     | ۱       | ۱-    | ۰        |
| جمع عملکرد مربیان |      |     |       |      |       |         |       |          |
| رولاند کخ         | ۲۸   | ۱۳  | ۷     | ۸    | ۳۸    | ۳۰      | ۸     | ۴۷٪      |
| منصور پورحیدری    | ۵    | ۱   | ۰     | ۴    | ۵     | ۶       | ۱-    | ۲۰٪      |
| جواد زرینچه       | ۴    | ۰   | ۱     | ۳    | ۳     | ۷       | ۴-    | ۰        |

### گلهای لیگ برتر بر حسب شش بازه زمانی
| بازه زمانی     | گل زده | بازه زمانی     | گل خورده |
| -------------- | ------ | -------------- | -------- |
| ۱۵ دقیقه اول   | ۴      | ۱۵ دقیقه اول   | ۵        |
| ۱۵ دقیقه دوم   | ۲      | ۱۵ دقیقه دوم   | ۲        |
| ۱۵ دقیقه سوم   | ۴      | ۱۵ دقیقه سوم   | ۵        |
| اضافی نیمه اول | ۰      | اضافی نیمه اول | ۰        |
| جمع نیمه اول   | ۱۰     | جمع نیمه اول   | ۱۲       |
| ۱۵ دقیقه چهارم | ۸      | ۱۵ دقیقه چهارم | ۶        |
| ۱۵ دقیقه پنجم  | ۴      | ۱۵ دقیقه پنجم  | ۳        |
| ۱۵ دقیقه ششم   | ۹      | ۱۵ دقیقه ششم   | ۵        |
| اضافی نیمه دوم | ۱      | اضافی نیمه دوم | ۴        |
| جمع نیمه دوم   | ۲۲     | جمع نیمه دوم   | ۱۸       |

### عملکرد دروازه‌بانها
|       |               | لیگ برتر | لیگ برتر | لیگ برتر | جام حذفی | جام حذفی | جام حذفی | ل.ق آسیا ۰۳–۲۰۰۲ | ل.ق آسیا ۰۳–۲۰۰۲ | ل.ق آسیا ۰۳–۲۰۰۲ | مجموع | مجموع   | مجموع |
| رتبه  | نام           | بازی     | گل‌خورده  | ک‌ش       | بازی     | گل‌خورده  | ک‌ش       | بازی             | گل‌خورده          | ک‌ش               | بازی  | گل‌خورده | ک‌ش    |
| ----- | ------------- | -------- | -------- | -------- | -------- | -------- | -------- | ---------------- | ---------------- | ---------------- | ----- | ------- | ----- |
| ۱     | هادی طباطبایی | ۲۰       | ۲۲       | ۷        | ۳        | ۵        | ۰        | ۶                | ۹                | ۲                | ۲۹    | ۳۶      | ۹     |
| ۲     | پرویز برومند  | ۲        | ۴        | ۰        | ۱        | ۰        | ۱        | ۱                | ۰                | ۱                | ۴     | ۴       | ۲     |
| ۳     | مسعود قاسمی   | ۴        | ۴        | ۱        | ۰        | ۰        | ۰        | ۰                | ۰                | ۰                | ۴     | ۴       | ۱     |
| مجموع | مجموع         | ۲۶       | ۳۰       | ۸        | ۴        | ۵        | ۱        | ۷                | ۹                | ۳                | ۳۷    | ۴۴      | ۱۲    |

### کاپیتان‌های فصل
| رده | نام           | لیگ برتر | جام حذفی | لیگ آسیا | جمع |
| --- | ------------- | -------- | -------- | -------- | --- |
| ۱   | مهدی پاشازاده | ۱۱       | ۲        | ۶        | ۱۹  |
| ۲   | محمود فکری    | ۸        | ۱ (۱)    | ۰ (۱)    | ۹   |
| ۳   | جواد زرینچه   | ۷        | ۱        | ۱        | ۹   |

* عددهای آبی رنگ : نشان دهنده دفعاتی است که آن بازیکن پس از تعویض کاپیتان اول، کاپیتان شده‌است و این کاپیتانی‌ها در ستون جمع محاسبه نشده‌است.